# Бекар, Альберт
Альберт Бекар (нидерл. Albert Beckaert; 10 июня 1910,  Вевелгем, Бельгия — 29 мая 1980, Кортрейк, Бельгия) — бельгийский профессиональный шоссейный велогонщик в 1933—1939 годах. Победитель однодневных велогонок: Льеж — Бастонь — Льеж (1936), Париж — Брюссель (1937).

## Достижения
1932
3-й  Франко-Бельгийское кольцо
1936
1-й Льеж — Бастонь — Льеж
1-й — Этап 3 Tour de l'Ouest
4-й Флеш Валонь
1937
1-й Париж — Рен
1-й — Этап 1 Париж — Ницца
1-й Париж — Брюссель
1939
4-й Париж — Брюссель